# Пеночковые тимелии
Пеночковые тимелии (лат. Micromacronus) — род воробьинообразных птиц из семейства цистиколовых. Эндемики Филиппинских островов. Описано 2 вида:
- Micromacronus leytensis Amadon, 1962. Вид известен с островов Лейте, Билиран и  Самар[3].
- Micromacronus sordidus Ripley & Rabor, 1968. Известен с острова Минданао[4]. Первоначально описан как подвид предыдущего вида (Micromacronus leytensis sordidus)[5], а в 2006 году выделен в отдельный вид[6].

Представители обоих видов живут в горных вечнозелёных лесах. Встречаются в небольших стаях. Очень маленькие птицы: у M. leytensis длина крыла составляет около 40 мм, а длина тела (с хвостовыми перьями) — около 80 мм; у M. sordidus длина крыла — около 40-50 мм; масса тела — 5-6 г.
M. leytensis имеет яркую оливково-зелёную окраску сверху и ярко-жёлтую снизу; заднюю часть спины и начало хвоста покрывают белые перья. Клюв чёрный, глаза красные. M. sordidus отличается более тусклой окраской (отсюда видовое название: лат. sordidus — «грязный») и несколько большим размером. Ярко-жёлтого в окраске нет; сверху цвет более тусклый и серый, чем у M. leytensis; снизу окраска желтовато-серая или оливково-зелёная. Уздечка и область «бровей» серо-зелёные (у M. leytensis — жёлтые). Клюв M. sordidus светлее, особенно у основания, и тоньше, чем у M. leytensis.
Род был описан в 1962 году и помещён в семейство тимелиевых. Название связано с предполагавшейся близостью к роду Macronus и намного меньшим размером тела. В 2012 году молекулярные данные показали принадлежность Micromacronus к цистиколовым.